# Crystal Allen
Crystal Allen (Orange County, 13 agosto 1972) è un'attrice statunitense.

## Biografia
Nel 2005 compare nella quarta stagione di Star Trek: Enterprise, quinta serie televisiva live action del franchise di fantascienza Star Trek, dove interpreta D'Nesh nell'episodio Le schiave di Orione (Bound), una delle tre Orioniane salite a bordo dell'Enterprise NX-01 per impadronirsene dopo aver ammaliato l'equipaggio maschile grazie al potere dei feromoni che sprigionano le femmine Orioniane. Ritorna nel franchise nel 2007, interpretando l'ufficiale navigatore della Conqueror Yara, nella web miniserie fanfiction Star Trek: Of Gods and Men, diretta da Tim Russ, il celebre Vulcaniano Tuvok della serie televisiva Star Trek: Voyager. In seguito reciterà ancora sotto la regia di Tim Russ nel cortometraggio direct-to-video Story by Amy Niles e nel film per la televisione Divas of Novella, entrambi del 2008, e presterà la voce al personaggio di Cassandra nel film horror per la televisione del 2021 The Slayer Chronicles - Volume 1. Nel 2020 è nel cast della commedia di fantascienza diretta da Steven L. Fawcette, Unbelievable!!!!!, anch'essa interpretata da molti attori provenienti dal franchise di Star Trek.

## Filmografia

### Attrice

#### Cinema
- The Legionary - Fuga all'inferno (Legionnaire), regia di Peter MacDonald (1998)
- The Underground Comedy Movie, regia di Vince Offer (1999)
- Un amore a 5 stelle (Maid in Manhattan), regia di Wayne Wang (2002)
- And She Was, regia di Frank Rainone (2002)
- Wolves of Wall Street, regia di David DeCoteau (2002)
- Subway Cafe, regia di Josh Monkarsh (2004)
- Study Hall, regia di Michael Caradonna - cortometraggio (2004)
- Mirror, Mirror., regia di Aaron Moorhead - direct-to-video (2004)
- Revenge, regia di David Livingston - cortometraggio direct-to-video (2006)
- Story by Amy Niles, regia di Tim Russ - cortometraggio direct-to-video (2007)
- Interviews, regia di Gary Graham - direct-to-video (2008)
- Un'estate al ranch (Hanna's Gold), regia di Joel Souza (2010)
- Crooked Arrows, regia di Steve Rash (2012)
- The End, regia di Vache Garabedian e Vahe Garabedian - cortometraggio (2015)
- Exit Thread, regia di Paul Andrew Kimball (2016)
- Unbelievable!!!!!, regia di Steven L. Fawcette (2020)

#### Televisione
- Sex and the City – serie TV, episodio 2x09 (1999)
- Great Performances - serie TV, episodio 28x14 (2000)
- Ed - serie TV, episodio 1x18 (2001)
- I Soprano (The Sopranos) - serie TV, episodio 4x11 (2002)
- NCIS - Unità anticrimine (NCIS: Naval Criminal Investigative Service) - serie TV, episodio 1x09 (2003)
- Summerland - serie TV, episodio 1x11 (2004)
- Creating America's Next Hit Television Show - serie TV (2004)
- Boston Legal - serie TV, episodio 1x11 (2005)
- JAG - Avvocati in divisa (JAG) - serie TV, episodio 10x13 (2005)
- Star Trek: Enterprise - serie TV, episodio 4x17 (2005)
- Wanted - serie TV, episodio 1x01 (2005)
- Colpo di fulmine (Falling in Love with the Girl Next Door), regia di Armand Mastroianni - film TV (2006)
- Modern Man - serie TV, episodio 1x03 (2006)
- Desperate Housewives - serie TV, episodio 3x16 (2007)
- Sabbatical - serie TV (2007)
- Star Trek: Of Gods and Men, regia di Tim Russ - web miniserie (2007)
- Anaconda 3 - La nuova stirpe (Anaconda 3: Offspring), regia di Don E. FauntLeRoy – film TV (2008)
- Divas of Novella, regia di Tim Russ - film TV (2008)
- Prison Break - serie TV, episodio 4x16 (2008)
- Those Damn Canadians - serie TV, 6 episodi (2008-2015)
- Anaconda - Sentiero di sangue (Anacondas: Trail of Blood), regia di Don E. FauntLeRoy - film TV (2009)
- Ghost Storm - Tempesta fantasma (Ghost Storm), regia di Paul Ziller - film TV (2011)
- Femme Fatales - Sesso e crimini (Femme Fatales) - serie TV, episodio 1x09 (2011)
- Haven - serie TV, episodio 2x11 (2011)
- Body of Proof - serie TV, episodio 2x15 (2012)
- Castle - serie TV, episodio 5x16 (2013)
- Grey's Anatomy - serie TV, episodio 11x16 (2015)
- Ossessione senza fine (Stalked by My Doctor), regia di Doug Campbell - film TV (2015)
- Criminal Minds: Beyond Borders - serie TV, episodio 1x08 (2016)
- Supernatural - serie TV, episodio 12x07 (2016)
- Il tempo della nostra vita (Days of Our Lives) - soap opera, episodio 12998 (2017)
- The Stalker Club, regia di Doug Campbell - film TV (2017)
- Imposters - serie TV, episodio 2x02 (2018)
- Una difficile verità (Am I a Serial Killer?), regia di Penelope Buitenhuis - film TV (2019)
- Una madre pericolosa (Beware of Mom), regia di Jeff Hare - film TV (2020)
- Il segreto della mia famiglia (Picture Perfect Lies), regia di John Murlowski - film TV (2021)

### Doppiatrice
- Monster School Animation - serie animata, episodio 1x01 (2017)
- The Slayer Chronicles - Volume 1, regia di Tim Russ (2021)

## Teatro (parziale)
- Play On!, regia di Sheldon Epps, Brooks Atkinson Theatre, New York (1997)

## Doppiatrici italiane
Nelle versioni in italiano delle opere in cui ha recitato, Crystal Allen è stata doppiata da:
- Patrizia Burul in Star Trek: Enterprise
- Cinzia Villari in Desperate Housewives
- Laura Lenghi in The Women[2]
- Eleonora De Angelis in Crooked Arrows[3]
- Gilberta Crispino in Castle